# Abel Hermant
Abel Hermant (Paris, 3 de fevereiro de 1862—28 de julho de 1950), foi um prolífico escritor e membro da Academia Francesa (1928—1945). Em 15 de dezembro de 1945 foi condenado a prisão perpétua por conluio à ocupação alemã na França, consequentemente, foi excluído da Academia. Após ser agraciado pela libertação, em 1948, tentou justificar-se em sua autobiografia "Le treizième cahier."